# Like a Yo-Yo
Like a Yo-Yo è un singolo di Sabrina Salerno, incluso nel secondo album della cantante Super Sabrina.

## Il brano
La canzone è stata pubblicata come singolo nel febbraio del 1989. Nello stesso periodo, la canzone era molto conosciuta in Italia perché usata come sigla di chiusura del varietà del sabato sera di Canale 5 Odiens, al quale partecipava la stessa cantante. Si tratta del terzo singolo estratto dal suo secondo album, e contiene come b-side altre tre tracce presenti dell'album, che successivamente verranno estratte come singoli in alcuni paesi europei: Doctor's Orders, Sex e Guys and Dolls, contenuto nel singolo dell'edizione italiana.

## Tracce e formati
CD single
1. "Like a Yo-Yo" (Extended Mix) - 4:27
2. "Like a Yo-Yo" - 3:27
3. "Sex" - 4:10

7" single
1. "Like a Yo-Yo" - 3:27
2. "Doctors Orders" - 3:18

12" Single
1. "Like a Yo-Yo" (Extended Mix) - 4:27
2. "Doctors Orders" - 3:18

12" remix
1. "Like a Yo-Yo" (PWL Mix) - 6:37
2. "Like a Yo-Yo" - 3:27
3. "Doctors Orders" - 3:18

45 Giri" Single
1. "Like a Yo-Yo"
2. "Guys And Dolls"

## Classifiche
| Classifica (1989)     | Posizione raggiunta |
| --------------------- | ------------------- |
| Eurochart Hot 100     | 32                  |
| Italian Singles Chart | 13                  |
| Finnish Singles Chart | 1                   |
| UK Singles Chart      | 72                  |
| ESP Singles Chart     | 10                  |